# Rabdophaga deletrix
Rabdophaga deletrix är en tvåvingeart som först beskrevs av Ewald Rübsaamen 1921.  Rabdophaga deletrix ingår i släktet Rabdophaga och familjen gallmyggor. Inga underarter finns listade i Catalogue of Life.